# 앤트완 제이미슨

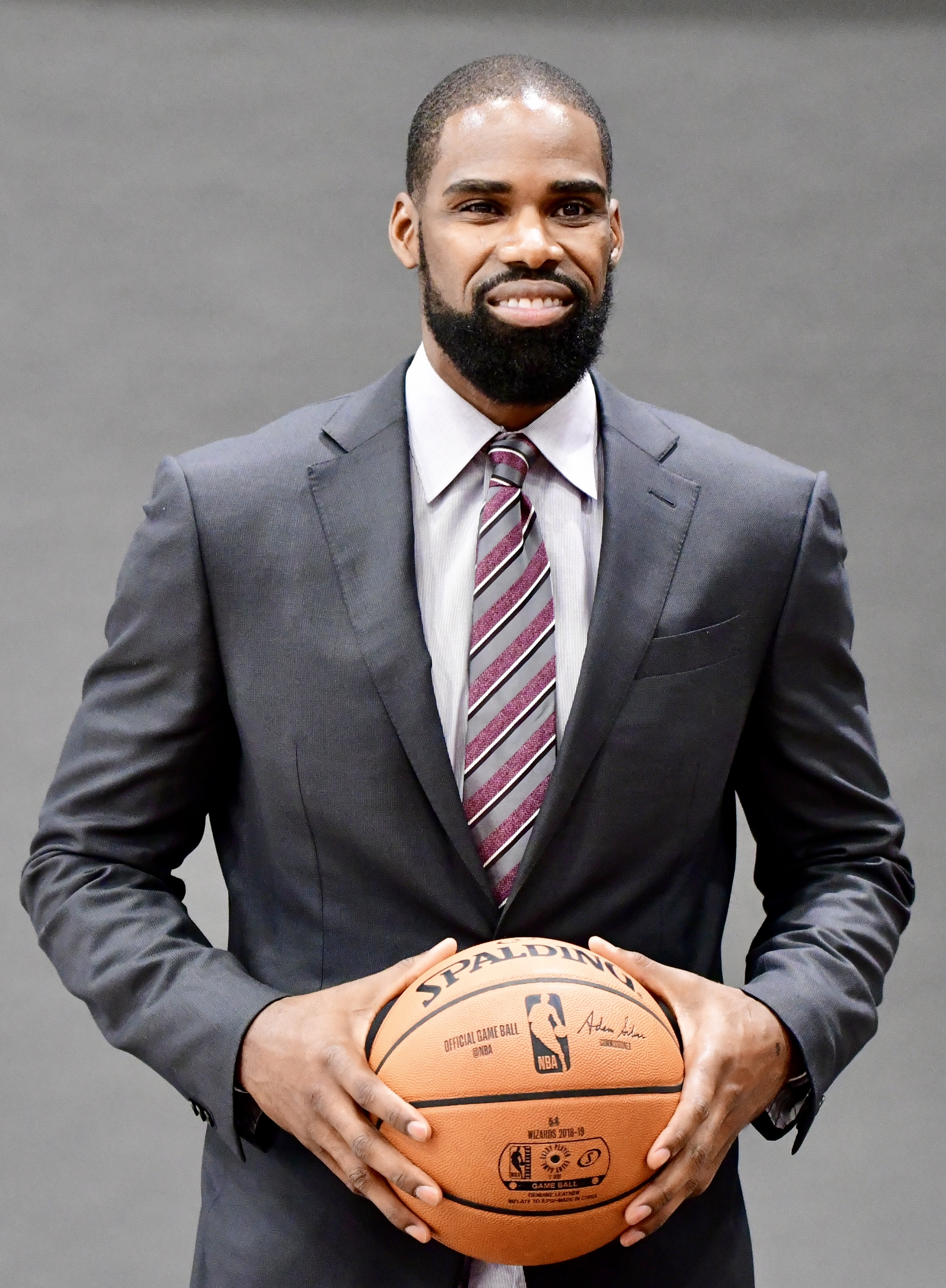

앤트완 제이미슨(Antawn Jamison, 본명: Antawn Cortez Jamison, /ˈæntwɑːn ˈdʒeˈməsən/ ANT-wahn JAY-mih-sən, 1976년 6월 12일 ~ )은 전미 농구 협회(NBA)에서 16시즌을 뛰었던 전직 프로 농구 선수이다. 워싱턴 위저즈(Washington Wizards)의 프로 인사 이사로 재직하고 있다. 제이미슨은 노스캐롤라이나 타 힐스에서 대학 농구를 했으며 1998년에 올해의 국가 선수로 선정되었다.
1998년 NBA 드래프트에서 전체 4순위로 토론토 랩터스에 선정되었고, 전 타르 힐 팀 동료였던 빈스 카터를 위해 골든스테이트 워리어스로 트레이드되었다. 워리어스와 함께 NBA 올루키 팀에 이름을 올린 제이미슨은 두 차례 올스타에 선정되었고 2004년에 NBA 올해의 식스맨 상을 수상했다. 2006년에 미국 국가대표팀의 일원이었다. 은퇴 당시 NBA 출신인 그는 타임 워너 케이블 스포츠넷의 분석가, 로스앤젤레스 레이커스의 스카우트로 일한 후 2019년 워싱턴 위저즈의 프로 인사 이사로 채용되었다.

## 프로 경력
- 골든스테이트 워리어스(1998~2003)
- 댈러스 매버릭스 (2003-2004)
- 워싱턴 위저즈(2004~2010)
- 클리블랜드 캐벌리어스 (2010-2012)
- 로스앤젤레스 레이커스(2012~2013)
- 로스앤젤레스 클리퍼스(2013~2014)